# 알로이시오전자기계고등학교 축구부
알로이시오전자기계고등학교 축구부는 부산광역시에 위치한 알로이시오전자기계고등학교의 축구부이다. 알로이시오전자기계고등학교가 운영했었던 축구부로 1977년에 창단 됐었다.

## 참고 문헌
- “KFA 통합경기정보 시스템”. 대한축구협회.

## 같이 보기
- 알로이시오전자기계고등학교

## 참고 자료
- 부산 알로이시오 전자기계고등학교